# Lucas Silva Melo
Lucas Silva Melo (São Paulo, 4 de julio de 1999), más conocido como Tuta, es un futbolista brasileño que juega de defensa en el Al-Duhail S. C. de la Liga de fútbol de Catar.
Su apodo se debe a su parecido con el exfutbolista brasileño Moacir Bastos, también conocido como Tuta.[cita requerida]

## Trayectoria
En enero de 2019 se unió al Eintracht Fráncfort de la Bundesliga procedente del São Paulo F. C., firmando un contrato de cuatro años y medio hasta el 30 de junio de 2023. En agosto se unió al K. V. Kortrijk de Bélgica en una cesión de una temporada. Debutó en la Primera División de Bélgica el 24 de noviembre, siendo titular en el partido fuera de casa contra el R. S. C. Anderlecht, que acabó en empate a cero. Disputó 18 partidos y marcó un gol hasta abril de 2020, cuando la temporada terminó anticipadamente debido a la pandemia de COVID-19.
Regresó a Fráncfort para la temporada 2020-21 de la Bundesliga y disputó cuatro partidos con el club la primera mitad de la temporada. Después de que el capitán del equipo, David Abraham, se retirara del fútbol profesional en enero de 2021, pasó a ser titular, jugando en la defensa central junto a Evan N'Dicka y Martin Hinteregger. Anotó su primer gol con el Eintracht en la temporada 21-22 el 30 de octubre de 2021, al marcar el gol del empate en los últimos minutos del partido contra el R. B. Leipzig.
Tuta jugó en el Eintracht Frankfurt durante cinco temporadas y fue clave en la victoria invicta del club alemán en la Europa League (2021/22). Con 187 partidos, 10 goles y cuatro asistencias, el defensa se despidió del club.
El 4 de agosto de 2025, Tuta fue anunciado como nuevo fichaje del Al-Duhail catarí. El club catarí pagó al Frankfurt unos 15 millones de euros.

## Estadísticas

### Clubes
Actualizado al último partido disputado el 7 de noviembre de 2024.
| Club                           | Div.          | Temporada     | Liga  | Liga  | Copas nacionales | Copas nacionales | Copas internacionales | Copas internacionales | Total | Total |
| Club                           | Div.          | Temporada     | Part. | Goles | Part.            | Goles            | Part.                 | Goles                 | Part. | Goles |
| ------------------------------ | ------------- | ------------- | ----- | ----- | ---------------- | ---------------- | --------------------- | --------------------- | ----- | ----- |
| K. V. Kortrijk · Bélgica       | 1.ª           | 2019-20       | 14    | 1     | 4                | 0                | ―                     | ―                     | 18    | 1     |
| K. V. Kortrijk · Bélgica       | Total club    | Total club    | 14    | 1     | 4                | 0                | 0                     | 0                     | 18    | 1     |
| Eintracht Fráncfort · Alemania | 1.ª           | 2020-21       | 19    | 0     | 1                | 0                | ―                     | ―                     | 20    | 0     |
| Eintracht Fráncfort · Alemania | 1.ª           | 2021-22       | 26    | 4     | 1                | 0                | 11                    | 0                     | 38    | 4     |
| Eintracht Fráncfort · Alemania | 1.ª           | 2022-23       | 31    | 1     | 5                | 0                | 8                     | 0                     | 44    | 1     |
| Eintracht Fráncfort · Alemania | 1.ª           | 2023-24       | 30    | 1     | 3                | 0                | 8                     | 1                     | 41    | 2     |
| Eintracht Fráncfort · Alemania | 1.ª           | 2024-25       | 8     | 1     | 2                | 0                | 3                     | 0                     | 13    | 1     |
| Eintracht Fráncfort · Alemania | Total club    | Total club    | 114   | 7     | 12               | 0                | 30                    | 1                     | 156   | 8     |
| Total carrera                  | Total carrera | Total carrera | 128   | 8     | 16               | 0                | 30                    | 1                     | 174   | 9     |

## Palmarés

### Títulos internacionales
| Título                 | Club                | Sede    | Año  |
| ---------------------- | ------------------- | ------- | ---- |
| Liga Europa de la UEFA | Eintracht Fráncfort | Sevilla | 2022 |